# Prieuré de Mayanne
Le prieuré de Mayanne est un ancien établissement monastique, fondé au XIe siècle, remanié au XVe et XVIe siècles, qui se dresse sur la commune française de Dangeul dans le département de la Sarthe, en région Pays de la Loire.

## Localisation
Cet ancien prieuré est situé à 1,3 km au sud-est du bourg.

## Architecture
Les éléments constitutifs du « prieuré », l'ancienne chapelle et le logis qui lui est accolé, en totalité, avec la cour pavée et les murs de clôture de la cour et du jardin, le bâtiment dit « des grands greniers » en totalité, la grange sur poteaux et le logis qui lui est intégré, en totalité, le four à pain ainsi que les sols et sous-sols de la propriété, et les façades et toitures des anciens bâtiments de ferme aujourd'hui à usage d'habitation sont classés au titre des monuments historiques par arrêté du 3 décembre 2013.
En 2019, ses propriétaires, Jürgen et Ghislaine Klötgen, ont reçu une médaille d'honneur de la part des Vieilles maisons françaises (VMF) pour la qualité de la restauration du site.